# Михайловська сільська рада (Біжбуляцький район)
Миха́йловська сільська рада (рос. Михайловский сельский совет) — муніципальне утворення у складі Біжбуляцького району Башкортостану, Росія. Адміністративний центр — село Михайловка.

## Населення
Населення — 1656 осіб (2019, 2028 в 2010, 2596 в 2002).

## Склад
До складу поселення входять такі населені пункти:
| Населений пункт           | Населення, осіб (2002) | Населення, осіб (2010) |
| ------------------------- | ---------------------- | ---------------------- |
| Ігнашкино, присілок       | 78                     | 73                     |
| Канарейка, присілок       | 6                      | 4                      |
| Кістенлі-Івановка, село   | 350                    | 290                    |
| Кожай-Іцькі Вершини, село | 389                    | 275                    |
| Малий Менеуз, село        | 194                    | 180                    |
| Михайловка, село          | 1472                   | 1172                   |
| Світловка, присілок       | 19                     | 9                      |
| Сене-Пурнас, присілок     | 37                     | 15                     |
| Степановка, присілок      | 12                     | 6                      |
| Шкапово, село             | 39                     | 4                      |